# Памятная медаль Мексиканской экспедиции

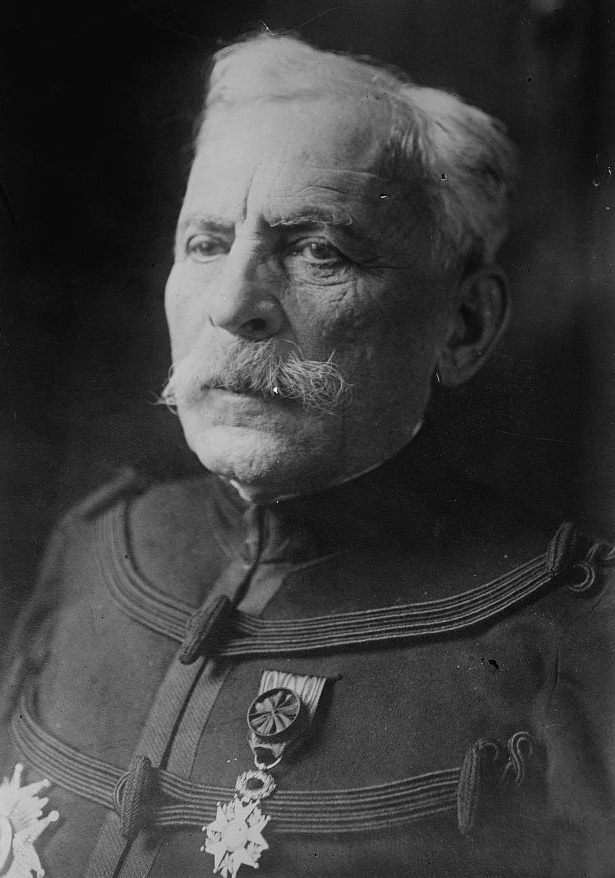
Генерал Ниокс, Гюстав Леон с памятной медалью Мексиканской экспедиции

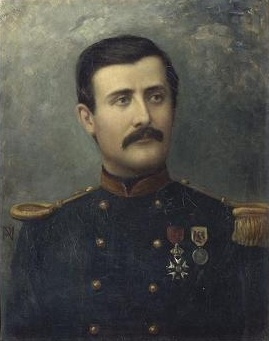
Майор Наполеон Шарль Бонапарт с памятной медалью Мексиканской экспедиции

Памятная медаль Мексиканской экспедиции (фр. Médaille commémorative de l'expédition du Mexique) — французская памятная медаль, учреждённая указом императора Наполеона III от 29 августа 1863 года, для награждения участников мексиканской экспедиции.

## Положение о награде
Памятная медаль Мексиканской экспедиции вручалась императором всем участникам мексиканской экспедиции, предъявившим рекомендации от командующих их частей. Медаль следовало носить на левой стороне груди.
В статуте награды не упоминался минимально необходимый для награждения срок воинской службы. 
Более поздний указ от 16 апреля 1864 года предусматривал возможность лишения медали, если её кавалер был осуждён на тюремный срок продолжительностью от года.
Всего было вручено 38 000 медалей. К каждой прилагался именной диплом.

## Известные награждённые
- Маршал Франции Эли Фредерик Форе
- Генерал Анри Руссель де Курси
- Генерал Огюст Мерсье
- Контр-адмирал Бенжамен Жорес
- Полковник Шарль Моро
- Капитан ВМФ Анри Ривьер
- Майор Наполеон Шарль Бонапарт, пятый принц Канино
- Османский генерал Виталис-паша